# RIST

RIST(Research Institute of Industrial Science & Technology)는 포항산업과학연구원(재단법인)으로, 철강을 비롯한 각종 소재와 환경에너지 등의 분야에서 국내 최고 수준의 기술력을 갖춘 연구기관으로 성장하여, 포스코와 국가의 기술경쟁력 강화에 기여할 목적으로 포스코(POSCO)가 전액출연하여 설립한 실용화 기술 전문연구기관이다. 1987년 2월 24일 대한민국 과학기술정보통신부 소관의 재단법인으로 설립한 설립허가되었다. 경상북도 포항시 남구 효자동 산 32번지에 있다.
권오준 전 포스코 회장이 본 연구원 출신이었다고 하며, 장인화 현 포스코 회장도 본 연구원 출신이다. 
포스코 FINEX 공법, 이차전지 리튬 추출 기술 등 다양한 분야 최고 연구성과를 통해 포스코 그룹과 국내 산업 발전에 이바지 하고 있으며, 100% PBS 시스템을 기반으로 포스코 과제 및 정부 과제 등을 통하여 활발한 연구개발을 진행하고 있다. 2022년 기준, 연구원당 평균 연구비가 6억원에 육박한다.
RIST 구성인력은 연구원, 기술원, 행정원으로 이루어져 있다. RIST의 주요 업무인 연구과제 수탁 및 운영을 총괄하는 연구원과 기술개발을 위한 실험 등 연구개발의 수행자 역할의 기술원, 그리고 해당 업무의 효율을 높이고 RIST의 전반적인 운영을 담당하는 행정원이 있다.
RIST 는 실증기술 연구에 특화되어 Pilot plant 구축시설이 대규모로 갖춰져 있으며, 산업기술 및 포스코 그룹사 주요 기술개발의 요람처로 포스코 기술연구원, 포스코홀딩스 미래기술연구원, 포스코 퓨쳐엠 등이 탄생하였다.
또한, 영화 '쉬리' 의 연구소 장면이 본 연구원에서 촬영된 것으로 알려져 있다.